# Lojze Bratuž
Lojze Bratuž [lójze brátuž], slovenski zborovodja, skladatelj in protifašist, * 17. februar 1902, Gorica, † 16. februar 1937, Gorica.

## Življenje
Rodil se je očetu delavcu Francu in materi Mariji (rojena Simčič).
Lojze Bratuž je z vodenjem slovenskim pevskih zborov pomagal ohranjati slovenščino v Goriški, ki je bila po priključitvi Italije z Rapalsko pogodbo podvržena poitalijančevanju. Sprva se je ukvarjal s poučevanjem petja in vodenjem pevskega zbora, najprej v Šmartnem v Brdih, zatem v goriškem semenišču. Leta 1929 je bil zaradi domoljubja prvič zaprt. Leta 1930 ga je goriški nadškof Frančišek Borgia Sedej imenoval za nadzornika cerkvenih pevskih zborov na Goriškem. Vodil je več slovenskih cerkvenih pevskih zborov (cerkveni zbori so bili edini, kjer so oblasti še dopuščale slovenščino) v Goriški, Goriških brdih, Vipavski in Soški dolini. V tem času je uglasbil več pesmi, večinoma za zbore. Leta 1933 se je poročil s trgovko in pesnico Ljubko Šorli. V zakonu sta se jima rodila hči Lojzka in sin Andrej.
Njegovo delovanje je šlo močno v nos fašistom. 27. decembra 1936 so ga v Podgori pri Gorici skupaj z nekaterimi pevci iz zbora, ki jim je dirigiral, takoj po koncu maše zajeli, nato pa jih vse prisilili k pitju bencina in strojnega olja. Močna zastrupitev je povzročila razpad jeter in ledvic, zato je Lojze nadaljnja slaba dva meseca nenehno visel med življenjem in smrtjo. Dan pred smrtjo se je zvečer pod bolnišničnim oknom zbrala skupina fantov, zapela njegovo priljubljeno pesem ''Kraguljčki'', ki jo je sam priredil in nato zbežala. Umrl je dan pred svojim 35. rojstnim dnevom v goriški bolnišnici. Na maši ob sedmini je imel govor njegov najljubši prijatelj Filip Terčelj. Lojze Bratuž je pokopan na goriškem pokopališču.
Danes se po Bratužu imenuje goriški mešani pevski zbor ter kulturni center goriških Slovencev.